# (19833) Wickwar
(19833) Wickwar est un astéroïde de la ceinture principale d'astéroïdes.

## Description
(19833) Wickwar est un astéroïde de la ceinture principale d'astéroïdes. Il fut découvert le 28 septembre 2000 à Socorro (Nouveau-Mexique) par le projet LINEAR. Il présente une orbite caractérisée par un demi-grand axe de 2,89 UA, une excentricité de 0,03 et une inclinaison de 2,5° par rapport à l'écliptique.

## Compléments